# Новохацкий, Александр Фёдорович
Александр Фёдорович Новохацкий (25 марта 1908, Екатеринодар — 2000, Москва) — советский железнодорожный управленец и инженер, 5-й начальник Московского метрополитена (1959—1973).

## Биография
Александр Новохацкий родился в семье железнодорожника. С 14 лет начал работать слесарем в паровозоремонтных мастерских Краснодара. В период с 1927 по 1930 год обучался на рабочем факультете при университете имени Чернышевского. Принят в ВКП(б) в 1929 году.
В 1930—1935 годы учился в Московском энергетическом институте, где защитил диплом по теме «Моторный вагон на 3000 Вольт с реостатным торможением».

### Московский метрополитен
В 1934 году Новохацкого, тогда ещё студента, приняли на должность инженера-инспектора электротяговой конторы Метростроя. В 1935 году его перевели на работу в Московский метрополитен, где шла подготовка к запуску первой очереди. В 1935—1937 годах был инспектором, старшим инспектором—приёмщиком вагонов. В 1938 году стал инженером бюро нового подвижного состава. В 1938—1941 годы занимал руководящие должности в службе подвижного состава.
Осенью 1941 года руководил эвакуацией вагонов и оборудования от линии фронта Великой Отечественной войны на базу метрополитена в узбекском Андижане.
В 1942—1948 годах Новохацкий был главным инженером вагоноремонтных мастерских. В 1948—1959 годах возглавлял службу подвижного состава. При нём была внедрена ультразвуковая дефектоскопия колёсных пар, позволившая увеличить межремонтные пробеги без ущерба для безопасности. Тогда же он инициировал разработку первого советского автомашиниста САУ-М на основе электронно-вычислительной машины.
В ноябре 1959 года назначен начальником Московского метрополитена, сменив на должности Александра Ежова. Александр Новохацкий управлял метрополитеном дольше, чем кто-либо в советский период — 13 лет и 4 месяца. Его рекорд был побит уже в постсоветское время Дмитрием Гаевым.
В должности начальника Александр Новохацкий продолжал внедрять в работу метрополитена технические новшества, в частности системы автоматического регулирования скорости (АРС-АЛС). В 1972 году был поставлен мировой рекорд интенсивности движения — по Горьковско-Замоскворецкой линии двигались 45 пар поездов в час. В среднем в 1970-е метрополитен перевозил более 5 млн человек в день.
Именно при нём стали проектировать однотипные станции и экономить на их оформлении — в духе нового курса партии, объявившей отказ от избыточности сталинского ампира. Всего же под его руководством было проложено 71,8 км путей, введено в эксплуатацию 40 новых станций на всех действующих линиях и запущены Калужский радиус и новая Ждановско-Краснопресненская линия.
16 марта 1973 года Александр Новохацкий был освобождён от занимаемой должности в связи с уходом на пенсию, его место занял Евгений Легостаев. Умер в 2000 году, прах покоится в колумбарии Николо-Архангельского кладбища Москвы.

Плита колумбария Новохацкого на Николо-Архангельском кладбище Москвы.

## Награды
Александр Новохацкий был отмечен рядом государственных наград:
- два ордена Ленина;
- Медаль «За оборону Москвы»;
- Медаль «За доблестный труд в Великой Отечественной войне 1941—1945 гг.» и другие медали.